# Glaciar de Siachen
O glaciar de Siachen é um glaciar no leste da cordilheira do Caracórum, Himalaias, no Território da União do Ladaque, noroeste da Índia.
É o glaciar mais extenso do Caracórum e o segundo maior do mundo fora das regiões polares A altitude do glaciar varia entre 5 723 m e 3 620 m.
Devido ao clima, a região do glaciar de Siachen é conhecida como "o terceiro polo", onde as temperaturas podem atingir os -50 °C.